# Florissant
Florissant és una població dels Estats Units a l'estat de Missouri. Segons el cens del 2000 tenia 50.497 habitants.

## Demografia
Segons el cens del 2000, Florissant tenia 50.497 habitants, 20.399 habitatges, i 13.687 famílies. La densitat de població era de 1.714,8 habitants per km².
Dels 20.399 habitatges en un 30,7% hi vivien nens de menys de 18 anys, en un 49,8% hi vivien parelles casades, en un 13,2% dones solteres, i en un 32,9% no eren unitats familiars. En el 28,8% dels habitatges hi vivien persones soles el 12,3% de les quals corresponia a persones de 65 anys o més que vivien soles. El nombre mitjà de persones vivint en cada habitatge era de 2,44 i el nombre mitjà de persones que vivien en cada família era de 3,01.
Per edats la població es repartia de la següent manera: un 24,7% tenia menys de 18 anys, un 8,2% entre 18 i 24, un 29,9% entre 25 i 44, un 20% de 45 a 60 i un 17,1% 65 anys o més.
L'edat mediana era de 37 anys. Per cada 100 dones de 18 o més anys hi havia 84,1 homes.
La renda mediana per habitatge era de 44.462 $ i la renda mediana per família de 52.195 $. Els homes tenien una renda mediana de 37.434 $ mentre que les dones 27.247 $. La renda per capita de la població era de 20.622 $. Entorn del 2,7% de les famílies i el 4% de la població estaven per davall del llindar de pobresa.

## Poblacions més properes
El següent diagrama mostra les poblacions més properes.